# Гленвуд (Небраска)
Гленвуд (англ. Glenwood) — переписна місцевість (CDP) в США, в окрузі Баффало штату Небраска. Населення — 503 особи (2020).

## Географія
Гленвуд розташований за координатами 40°45′19″ пн. ш. 99°4′51″ зх. д. / 40.75528° пн. ш. 99.08083° зх. д. (40.755218, -99.080786).  За даними Бюро перепису населення США в 2010 році переписна місцевість мала площу 6,33 км², уся площа — суходіл.

## Демографія
Згідно з переписом 2010 року, у переписній місцевості мешкало 466 осіб у 150 домогосподарствах у складі 131 родини. Густота населення становила 74 особи/км².  Було 155 помешкань (24/км²).
Расовий склад населення:
| - 97,4 % — білих - 0,9 % — чорних або афроамериканців - 0,6 % — азіатів |

До двох чи більше рас належало 1,1 %. Частка іспаномовних становила 0,9 % від усіх жителів.
За віковим діапазоном населення розподілялося таким чином: 32,2 % — особи молодші 18 років, 56,4 % — особи у віці 18—64 років, 11,4 % — особи у віці 65 років та старші. Медіана віку мешканця становила 37,7 року. На 100 осіб жіночої статі у переписній місцевості припадало 108,0 чоловіків;  на 100 жінок у віці від 18 років та старших — 110,7 чоловіків також старших 18 років.
Середній дохід на одне домашнє господарство  становив 85 482 долари США (медіана — 67 461), а середній дохід на одну сім'ю — 92 765 доларів (медіана — 76 875). 
Цивільне працевлаштоване населення становило 437 осіб. Основні галузі зайнятості: освіта, охорона здоров'я та соціальна допомога — 26,3 %, транспорт — 12,4 %, публічна адміністрація — 11,9 %.